# ジェルサレマ
ジェルサレマ（ズールー語: Jerusalema）は南アフリカのDJ兼レコード・プロデューサーであるマスターKGによる、南アフリカのボーカリスト、ノムセボをフィーチャーした、聖地エルサレムに対する崇敬と憧憬を綴ったズールー語の曲である。ゴスペルの影響を受けたこのアップビートなハウス・ミュージックは、ネット上で好意的な反響を集めた後、2019年11月29日に最初にリリースされ、続いて12月21日にミュージック・ビデオが公開された。このミュージック・ビデオはYouTubeで5億回再生を記録した。その後、2020年1月にリリースされたマスターKGの同名タイトルのセカンドアルバムに収録された。2020年2月に、アンゴラでTikTokに投稿されたユーザーによるダンス動画とその動画に添えられたハッシュタグ、#jerusalemadancechallenge（ジェルサレマ・ダンス・チャレンジ - 後述）によって火が付き、ポルトガルがそれに続くと同年半ばには国際的な反響を呼び、ソーシャルメディアでバズった後、2020年7月10日にシングル・エディットがストリーミング・サービスでリリースされた。ナイジェリアの歌手バーナ・ボーイをフィーチャーしたリミックスは2020年6月19日にリリースされ、ベルギー、オランダ、ルーマニア、スイスでは1位を獲得し、他のヨーロッパ諸国でもトップ10入りを果たした。ベネズエラの歌手マイクロTDHとコロンビアの歌手グリシーをフィーチャーした2番目のリミックスは2020年9月17日にリリースされた。
アフリカン・エンターテイメント・アワードUSAにおいて、『ジェルサレマ』は2020年の年間最優秀楽曲賞を受賞した。

## 曲名
曲名のジェルサレマは、南アフリカを中心に話されているズールー語でアブラハムの宗教における聖地エルサレムを指す。

## 背景
この曲は2019年8月11日にレコーディングされ、ソーシャルメディアに投稿された後、ファンたちから好意的な反応を受けた。マスターKGは「我がシスター（女性の仲間の意）ノムセボが来てくれれば、曲を完成することが出来る」と呼びかけたと言った。呼びかけに応じたノムセボは作詞とボーカルに参画し、完成版は10月にYouTubeにアップロードされ、11月29日に正式にリリースされると、初週に100万回再生を突破した。公式ミュージックビデオは2019年12月21日に公開された。 動画がバイラル化した後、この曲は7月10日にエレクトラ・フランスとワーナー・フランスによってストリーミング・サービスにリリースされた。リリース時、一部の人々はこれを「タバーン（居酒屋）」の曲と見なした。マスターKGはこう述べている、「ある人たちはそれをタバーン・ミュージックと呼ぶが、私は『大丈夫だ、待ってくれ、タバーン・ミュージックが世界に何ができるかを見せてあげよう』と言った。」 2019年後半には、南アフリカのクラブで人気曲となっていた。COVID-19のロックダウンの前に、マスターKGはアルバムのプロモーションのためにポルトガルに渡航し、ライブの際この曲のダンスにより重点を置いたと語った。

## 構成
マスターKG自身がメソジスト教会の信者で、『ジェルサレマ』は「宗教的な傾向のある」歌詞ではあるものの、「ディープ」で「スピリチュアル」なゴスペル的歌詞を含むアップビートなディスコ-ハウストラックである。曲のイントロでは、聖書の『黙示録』から歌詞が引用されており、OkayAfricaのルファロ・サマンガが指摘したように、全体的な歌詞的には「エルサレムが多くの宗教的信者の故郷であることを歌っている」。リミックス版では、バーナ・ボーイが彼の特徴であるアフロビートスタイルを取り入れ、彼の担当パートの一部をズールー語で、他の一部をヨルバ語そしてピジン英語をも交えて歌いながら、アフリカのアーティストの団結を強調している。

## 評価
この曲は音楽評論家たちから概ね好意的な評価を受けた。ZkhiphaniのMandisa Ntsindeeは、この曲は「過去に他の南アフリカの曲では到達できなかった高みに到達した」と論評し、ノムセボを「ボーカルパワーハウス」と呼び、「南アフリカの音楽シーンは、激しく私たちのものであるこの曲で、まさにこのような露出を準備してきた」と語った。雑誌『ミュージック・イン・アフリカ』は、この曲を「間違いなく」2020年の南アフリカ最大のハウス・ミュージックの1つと評し、同誌のアノ・シュンバは「ノムセボは地元のハウス・ミュージック・シーンでの彼女の存在を確固たるものにした」と述べた。OkayAfricaのルファロ・サマンガは、このリミックスを「直球の盛り上げソング」と呼んだ。

## 影響
曲の人気上昇を受けて、マスターKGのSpotifyフォロワーは、120万人以上に増加した。また、世界中でいろいろな楽器で演奏され、さまざまな言語で歌われたさまざまなカバー動画がYouTubeにアップロードされ、それらも独自に人気を集めている。この曲は世界中のラジオ局でも取り上げられ、2020年8月26日から2020年9月23日の期間に、ラジオ再生回数が多かった上位3カ国は、イタリア（16,586回）、フランス（15,440回）、ドイツ（2,411回）であった。しかし、キュラソー（ラジオ再生回数235回）、イスラエル（ラジオ再生回数50回）、タイ（ラジオ再生回数47回）などの国でも影響を与えている。

### ダンス・チャレンジ
2020年2月、アンゴラのダンス・トゥループが、いかにもルアンダの日常風景らしい中庭で片手にお皿を持ち、ランチを頬張りながらラインダンスのようにメンバー6人揃って気取らずに踊るジェルサレマの振り付け動画をTikTok上に投稿し、そこに"#Jerusalemadancechallenge"のハッシュタグを添えた。この動画は国境を越えてたちまち世界中に拡散され、この曲がネット上でバズることに一役を買うと共に、ネット上でジェルサレマ・ダンス・チャレンジが始まった。このダンスに対する熱狂は、1990年の『恋のマカレナ』の流行を彷彿させるもので、オランダ、ポルトガル、スウェーデン、ルーマニア、スペイン、ジャマイカ、カナダ、アメリカ、スリランカ、イスラエルなどを含む多くの国々、そして特にエルサレムでさまざまな「踊ってみた」ビデオが生み出された。占領下の東エルサレムでもパレスチナ人たちがダンス・チャレンジに参加した。
地元南アフリカでは大統領のシリル・ラマポーザや法服を纏った高等裁判所の職員たちが、ケニアでは首相が、イタリアとフランスでは修道女などの聖職者がチャレンジに参加した。ドイツのベルリンでは、廃港となるテーゲル空港の駐機場や閉鎖されたターミナルで『ジェルサレマ』に合わせて空港職員たちが踊り、敬意を表した。スイス連邦警察はアイルランド警察にジェルサレマ・ダンス・チャレンジを挑み、彼らはそれを受け入れた。この動画は両国で好評を博し、スイス警察は当日、本部でアイルランド国旗を掲揚した。アジアでは、ブータンの航空会社と空港職員が民族衣装を着てジェルサレマ・ダンスを披露した。
ジュレサレマ・ダンス・チャレンジが流行った時期はコロナ禍の第一次ロックダウンの時期と重複しており、多くの医療関係者及びファーストレスポンダーたちにはもちろんのこと、多くの人たちに明るい話題と精神的サポートを提供した。
このチャレンジは、ワーナー・ミュージック・グループが曲の使用に対する著作権補償を求め始めたことで大きな障害に直面した。

## ミュージック・ビデオ
この曲の公式ミュージック・ビデオは2019年12月21日にYouTubeに公開された。翌年8月27日までにそのビデオは1億回の視聴を超え、その半年後にはすでに3億回の視聴を超え、南アフリカのアーティストにとっては珍しい偉業となった。

## 印税紛争
2021年7月ノムセボ・ズィコデは所属レコードレーベルであるオープン・マイク・プロダクションから一切の報酬を受け取っていないと主張した。レーベル側は、これはノムセボとマスターKGの間の分配率をめぐる未解決の紛争の結果であると応じた。

## チャート成績
| チャート (2020年–2021年)                  | 最高位 |
| ----------------------------------------- | ------ |
| オーストリア (Ö3 Austria Top 40)          | 2      |
| ベルギー (Ultratop 50 Flanders)           | 1      |
| ベルギー (Ultratop 50 Wallonia)           | 1      |
| Canadian Digital Songs (Billboard)        | 9      |
| チェコ (Rádio Top 100)                    | 59     |
| Euro Digital Songs (Billboard)            | 1      |
| フランス (SNEP)                           | 2      |
| ドイツ (GfK Entertainment charts)         | 3      |
| Global 200 (Billboard)                    | 38     |
| ハンガリー (Dance Top 40)                 | 7      |
| ハンガリー (Rádiós Top 40)                | 1      |
| ハンガリー (Single Top 40)                | 1      |
| アイルランド (IRMA)                       | 4      |
| イタリア (FIMI)                           | 2      |
| オランダ (Dutch Top 40)                   | 1      |
| オランダ (Single Top 100)                 | 2      |
| Nicaragua (Monitor Latino)                | 10     |
| Panama (Monitor Latino)                   | 17     |
| ポルトガル (AFP)                          | 15     |
| 2                                         |        |
| Romania (Airplay 100)                     | 1      |
| San Marino (SMRRTV Top 50)                | 37     |
| スコットランド (Official Charts Company)  | 14     |
| 4                                         |        |
| 46                                        |        |
| South Africa (SAARF)                      | 1      |
| Spain (PROMUSICAE)                        | 10     |
| Suriname (Nationale Top 40)               | 1      |
| Sweden (Sverigetopplistan)                | 3      |
| スイス (Schweizer Hitparade)              | 1      |
| UK シングルス (OCC)                       | 55     |
| US Hot Dance/Electronic Songs (Billboard) | 9      |
| US World Digital Song Sales (Billboard)   | 1      |

| チャート (2020年)                         | 順位 |
| ----------------------------------------- | ---- |
| Austria (Ö3 Austria Top 40)               | 46   |
| Belgium (Ultratop Flanders)               | 11   |
| Belgium (Ultratop Wallonia)               | 5    |
| France (SNEP)                             | 16   |
| Germany (Official German Charts)          | 49   |
| Hungary (Single Top 40)                   | 8    |
| Italy (FIMI)                              | 11   |
| Netherlands (Dutch Top 40)                | 12   |
| Netherlands (Single Top 100)              | 28   |
| Romania (Airplay 100)                     | 45   |
| Spain (PROMUSICAE)                        | 74   |
| Switzerland (Schweizer Hitparade)         | 7    |
| US Hot Dance/Electronic Songs (Billboard) | 35   |

| チャート (2021年)                         | 順位 |
| ----------------------------------------- | ---- |
| Austria (Ö3 Austria Top 40)               | 32   |
| Belgium (Ultratop Flanders)               | 55   |
| France (SNEP)                             | 37   |
| Germany (Official German Charts)          | 34   |
| Global 200 (Billboard)                    | 184  |
| Hungary (Dance Top 40)                    | 25   |
| Hungary (Rádiós Top 40)                   | 12   |
| Hungary (Single Top 40)                   | 3    |
| Netherlands (Airplay Top 50)              | 43   |
| Portugal (AFP)                            | 97   |
| Sweden (Sverigetopplistan)                | 17   |
| Switzerland (Schweizer Hitparade)         | 2    |
| US Hot Dance/Electronic Songs (Billboard) | 91   |

| チャート (2022年)      | 順位 |
| ---------------------- | ---- |
| Hungary (Dance Top 40) | 56   |

## 認証
| 国/地域                          | 認定        | 認定/売上数 |
| -------------------------------- | ----------- | ----------- |
| デンマーク (IFPI Danmark)        | Gold        | 45,000      |
| ポーランド (ZPAV)                | Diamond     | 250,000     |
| スペイン (PROMUSICAE)            | 2× Platinum | 80,000      |
| イギリス (BPI)                   | Gold        | 400,000     |
| アメリカ合衆国 (RIAA)            | Gold        | 500,000     |
| 認定のみに基づく売上数と再生回数 |             |             |

| 国/地域                          | 認定        | 認定/売上数 |
| -------------------------------- | ----------- | ----------- |
| オーストリア (IFPI Austria)      | Gold        | 15,000      |
| ベルギー (BEA)                   | 2× Platinum | 80,000      |
| フランス (SNEP)                  | Diamond     | 333,333     |
| ドイツ (BVMI)                    | Platinum    | 400,000     |
| イタリア (FIMI)                  | 4× Platinum | 280,000     |
| ポルトガル (AFP)                 | 2× Platinum | 20,000      |
| 認定のみに基づく売上数と再生回数 |             |             |